# Telmatoscopus rivularis
Telmatoscopus rivularis és una espècie d'insecte dípter pertanyent a la família dels psicòdids.

## Descripció
- Mascle: cos de color marró; ulls separats per una distància igual a 3 facetes; sutura interocular amb una projecció petita i mitjana; cibari amb les vores divergents i estenent-se fins a la base de la faringe; l'escap és dues vegades la llargària del pedicel; tòrax sense patagi; ales d'1,7-1,9 mm de longitud i 0,6-0,7 d'amplada, amb les membranes lleugerament tenyides de marró (una mica més fosques a la part anterior de la cel·la costal); la vena subcostal acaba a la base de R2+3; la base de la vena radial núm. 2 normalment afeblida en la seua unió amb la núm. 3; edeagus bifurcat.
- Femella: similar al mascle, però amb els ulls separats per una distància igual a 4 facetes; la franja de pèls del front no és tan densa; l'escap és al voltant d'1-1/2 la llargada del pedicel; ales d'1,7-1,9 mm de longitud i 0,7 d'amplada; espermateca estructurada per una membrana gruixuda.[6][3]

## Distribució geogràfica
Es troba a Àsia: Taiwan i Borneo.